# Wutach
Wutach er en flod i  den tyske delstat Baden-Württemberg, og en af Rhinens bifloder med en længde på 90 km. Den  har sit udspring i Schwarzwald nær toppen af Feldberg som Seebach; Herfra løber den mod nordøst, og ud i Titisee, og de øvre dele efter Titisee kaldes Gutach. Videre løber den nær Blumberg hvor den drejer mod sydvest. Floden munder ud i Rhinen ved Waldshut-Tiengen.